# Krokodil im Kanal

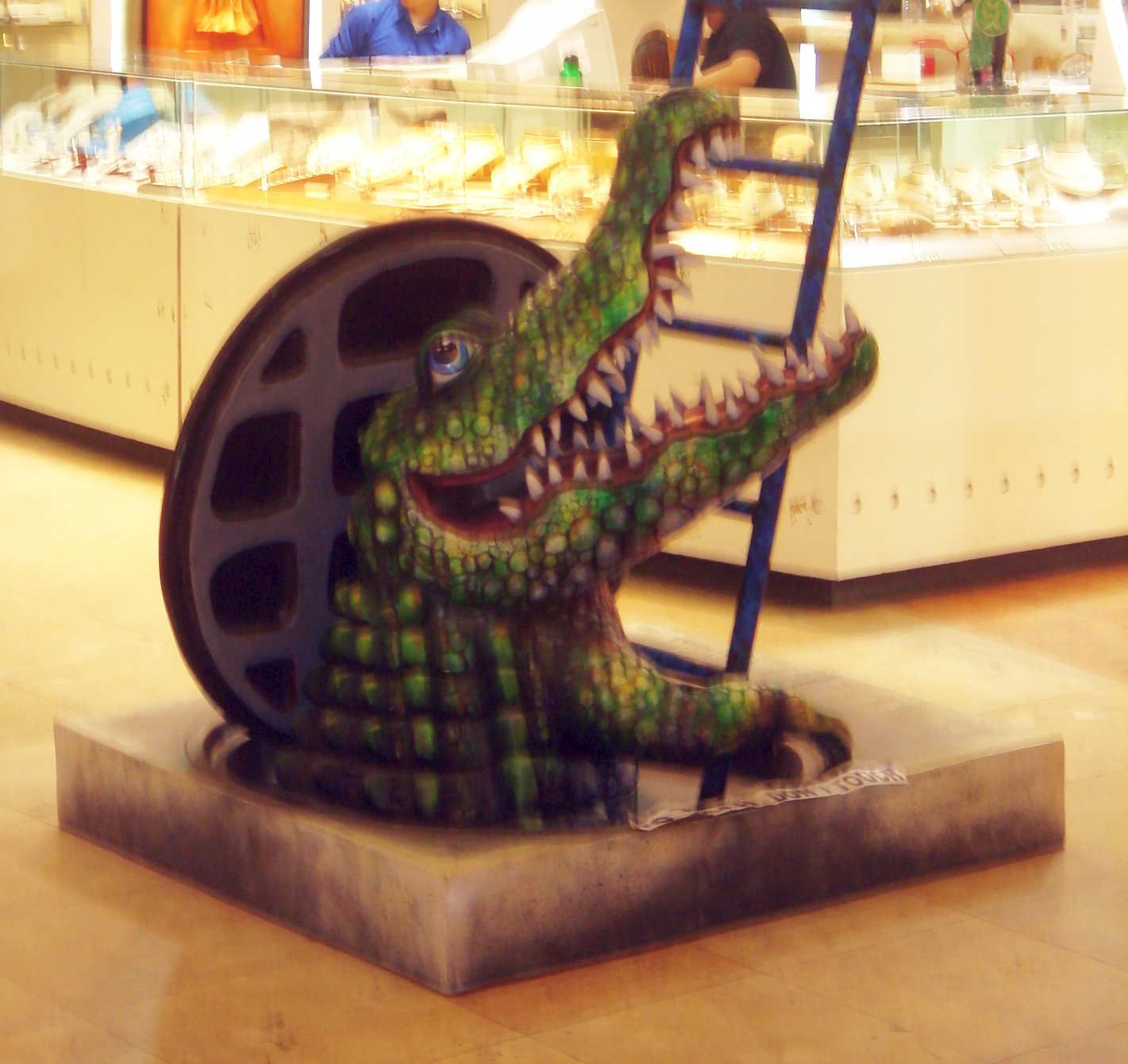
Modell eines Sewer Alligator, USA

Der Großstadtmythos vom Krokodil im Kanal oder Kanalligator ist eine weit verbreitete Geschichte, nach der Krokodile oder Alligatoren in den Abwässerkanälen leben sollen, nachdem sie angeblich aus Zoos entwichen sind oder als Haustiere gehalten und dann von ihren Besitzern die Toilette heruntergespült wurden. Die gesteigerte Form ist der Mythos der weißen Alligatoren, einer Albinopopulation von Alligatoren, in der New Yorker Kanalisation. Besonders in den USA, aber auch in Europa, ist dieser Mythos weit verbreitet. Weißer Alligator dient auch als Kennzeichnung für moderne Mythen.

## Entstehung des Mythos
Der Mythos vom Krokodil im Kanal entstand vermutlich in den 1930er Jahren in den Vereinigten Staaten. Damals hatte man einen 8 Fuß langen Alligator aus einem Gully geholt.

## Kritik
Auch wenn es schon einige Fälle mit Reptilien im Kanal gab, halten Fachleute die Geschichten nur für Legenden. Der Kanal ist kein geeigneter Lebensraum für Reptilien, da diese
- Sonnenlicht benötigen, um sich aufzuwärmen und Energie zu tanken,
- Kälte und kaltes Wasser scheuen (auch wenn es in der Kanalisation wärmer ist als im Freien, sind die Temperaturen doch vergleichsweise niedrig) und
- Räuber und keine Aasfresser sind. Abgesehen von Ratten gibt es in der Kanalisation aber wenig Beute.

Zudem ist das Abwasser stark verschmutzt und enthält neben Fäkalien auch weitere (Gift-)Stoffe, die der Gesundheit des Tieres auf längere Sicht nicht zuträglich wären.

## Bekannte Fälle
Selten werden Krokodile in einem Kanal entdeckt, und dann meistens auch nur Jungtiere. Viele nehmen an, dass Anwohner, die im Besitz von diesen Tieren sind, Krokodiljunge in der Toilette herunterspülen. Reptilien ertrinken im Gegensatz zu Säugetieren selten. Die meisten Fälle gab es in den USA mit Mississippi-Alligatoren, aber auch in der Pariser Kanalisation wurde mindestens ein Krokodil unbekannter Herkunft entdeckt, das unter dem Quai de la Mégisserie gefangen wurde und gegenwärtig im Aquarium du Golfe du Morbihan in Vannes, Bretagne lebt.
In Sydney entdecke man im November 2000 eine Schildkröte. Es könnte sich hierbei um ein Tier gehandelt haben, welches 1979 aus dem Australian Reptile Park von Sydney verschwunden war.
In Beit Lahia im Gaza-Streifen wurde 2012 ein 1,70 m langes Krokodil gefangen, welches zwei Jahre zuvor aus einem Zoo entkommen war und seitdem in Abwassertümpeln und der Kanalisation überlebte.
Darüber hinaus gibt es immer wieder teilweise durchaus zutreffende Meldungen von Krokodilen, die in anderen Gewässern gesichtet wurden und die Erzählungen von Krokodilen in der Kanalisation zu bestätigen scheinen – bekanntestes Beispiel in Deutschland ist der Kaiman Sammy, der 1994 seinem Besitzer entwischte und mehrere Tage lang in einem Baggersee gesucht wurde.

## Künstlerische Verarbeitungen

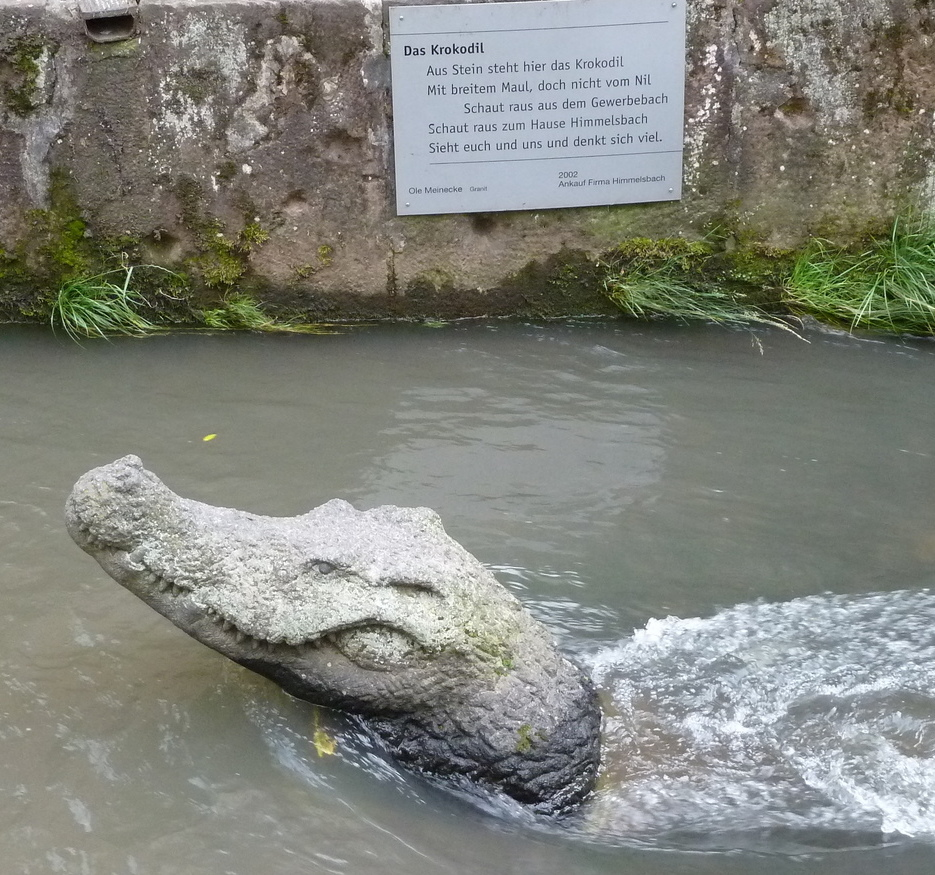
Granit-Krokodil im Gewerbekanal der Altstadt von Freiburg im Breisgau

Die Legende taucht mehrfach in künstlerischen und popkulturellen Werken auf:
- In Thomas Pynchons Roman V (1963) arbeitet der Protagonist als Krokodiljäger in New York.
- 1980 wurde ein Film gedreht (Der Horror-Alligator, Regie: Lewis Teague), dessen Handlung auf dem Mythos beruht.
- 1981 erschien ein Animationsfilm von Franz Winzentsen über einen Kanalligator.
- Im Teenage Mutant Ninja Turtles-Franchise leben die Titelfiguren und der Co-Protagonist Leatherhead, ein mutierter Alligator, stellenweise in der Kanalisation von New York City.
- In Neil Gaimans Roman Neverwhere aus dem Jahr 1996 finden sich in zwei Kapiteln (8 und 11) Hinweise auf Alligatoren im Kanalsystem New Yorks.[8]
- 1998 erschien ein Album von Gerhard Schöne mit dem Titel Alligatoren in der Kanalisation.
- Der Text des Liedes Fog von Radiohead, veröffentlicht 2001 auf der Knives Out-Single, enthält eine Anspielung auf den Mythos.
- In Steven Spielbergs Film E.T. – Der Außerirdische zeigt Drew Barrymore ihren Unglauben über Krokodile in der Kanalisation und hält deren Existenz für ähnlich unwahrscheinlich wie die Existenz von E.T.
- Im Spielfilm Die Story von Monty Spinnerratz der Augsburger Puppenkiste kommt ein Kanaligator vor.
- In der TV-Serie Super Mario Brothers Supershow taucht ein Krokodil wiederholt in deren Kanalisationseingang auf.
- In einem Gewerbekanal der Altstadt von Freiburg im Breisgau (an der Gerberau) existiert ein Krokodil aus Diorit von dem Berliner Steinbildhauer Ole Meinecke, gestiftet von einem anliegenden Gewerbebetrieb.[9]
- Im Online-Computerspiel World of Warcraft gibt es in den Kanälen der Stadt Sturmwind eine krokodilähnliche Kanalbestie.
- Im Computerspiel Last Ninja II spielt der dritte Level in der Kanalisation von New York City; ein Krokodil ist der Endgegner dieses Levels.
- Im Roman G.A.S. Die Trilogie der Stadtwerke von Matt Ruff ist eine eigene Behörde nötig, um die gefährliche Fauna in der Kanalisation Manhattans in Schach zu halten, zu der neben Krokodilen unter anderem auch der mutierte weiße Hai Meisterbrau gehört.
- In der Serie Futurama von Matt Groening wird der Mythos in der ersten Episode der zweiten Staffel aufgegriffen, als Bender Nibbler die Toilette herunterspült.
- In dem Film Tierisch Wild der Walt Disney Company flüchtet die Tiergruppe in die Kanalisation von New York, wo sie auf 2 Alligatoren treffen.
- In der Serie Die Pinguine aus Madagascar wird der Mythos in der Episode Geister im Gehege gezeigt, allerdings wird der Alligator hier – kinderfreundlich – als nett und schüchtern dargestellt.
- In der Serie Alarm für Cobra 11 (Folge: Wettlauf gegen die Zeit) gibt es ein Krokodil in der Kanalisation.
- In der musiktheatralischen Komposition Leyendas urbanas (Großstadtmythen) von Juan María Solare: Das dritte von fünf Stücken ist Kanalligator.
- In dem Kinderbuch Häschen in der Grube von Isabel Kreitz begegnet ein durch einen offenen Kanaldeckel in die Kanalisation gestürztes Häschen dort unter anderem einem Krokodil.
- In der Disney-Handy-App[10] Wo ist mein Wasser sind die Hauptfiguren Krokodile, die in der Kanalisation leben und Wasser brauchen, um zu baden. Ziel des Spiels ist es, den Tieren dieses Wasser zuzuleiten und dabei Badeentchen zu sammeln.
- Im Computerspiel Resident Evil 2 (1998) und im Remake (2019) bekämpft man ein übergroßes Krokodil in der Kanalisation von Raccoon City.
- Das Lied Alligator von Cosa Rosa (Traumstation, 1983), geschrieben von Reinhold Heil, nimmt auf den Kanalmythos Bezug und warnt ironisch davor, einen Alligator die Toilette herunterzuspülen, da sich das Tier bei einer zufälligen späteren Begegnung rächen könnte.
- Im Song Ghettobusiness von dem deutschen Rapper Kollegah, welcher auf seinem gleichnamigen Album Kollegah im Jahre 2008 erschienen ist, nimmt er sarkastisch auf den Alligatorenmythos Bezug in der Zeile: „Hab’ mehr Alligatorenleder als Kanalisationssysteme“[11].